# Мадемуазель Рокур

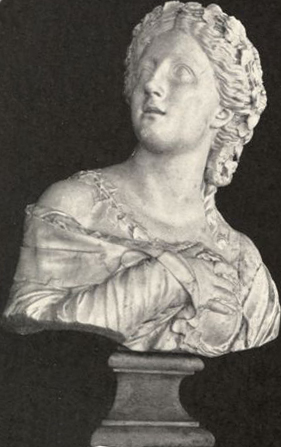
Бюст Рокур работы Огюстена Пажу, ок. 1789

Рокур, сценическое имя Франсуазы Марии Антуанетты Сосрот (фр. Raucourt, Françoise Marie Antoinette Josèphe Saucerotte, 3 марта 1756, Париж, по другим сведениям, Нанси — 15 января 1815, Париж) — французская актриса и куртизанка. Играла в театре «Одеон», руководила французской труппой в Италии и миланским театром «Каннобиана».
Несмотря на то, что была актрисой, была похоронена на кладбище Пер-Лашез согласно особому постановлению короля.

## Биография
Дочь провинциального актёра, помогала отцу, с 12 лет выступая на сцене. Училась у Бризара.
Первый большой успех имел её дебют на сцене Комеди-Франсез в роли Дидоны (1772) в одноимённой драме Ж.-Ж. Лефрана де Помпиньян. Играла в пьесах Расина, Вольтера и других, известна обращенная к ней эпистола Вольтера (о ней писал Ривароль).

## Личная жизнь
Вела роскошную светскую жизнь, меняла возлюбленных — как мужчин, так и женщин, среди последних называли оперную диву Софи Арну. Барон Гримм, оставивший восторженный отзыв о парижском дебюте актрисы, в письмах упоминает о её членстве в дамской масонской ложе Андрогин (или Анандрин, то есть безмужние). Имела склонность к переодеванию в мужское платье, требовала от сына, чтобы он называл её папой. В 1776 году была арестована за долги и в атмосфере скандальных слухов о её личной жизни вынуждена покинуть Париж.
Гастролировала в провинции, посетила Россию. При поддержке Марии-Антуанетты вернулась в столицу в 1779 году.
Написанная ею пьеса Генриетта с её участием в заглавной роли (1782) имела успех.

## Тюрьма
В период революционного террора была как роялистка вместе с некоторыми другими актёрами Комеди-Франсез заключена в тюрьму Сент-Пелажи (1793), провела в ней 6 месяцев, освобождена после 9 термидора.

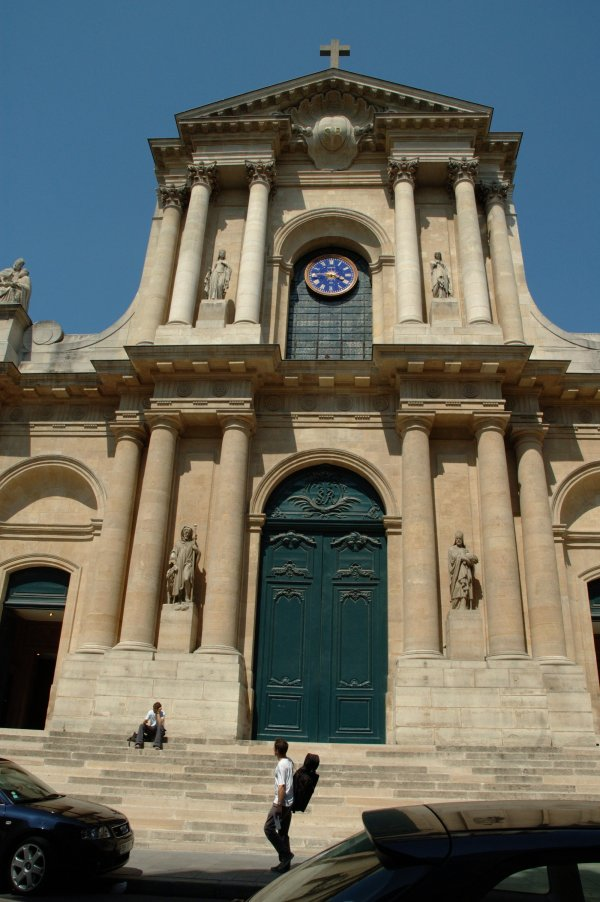
Церковь Сен-Рош

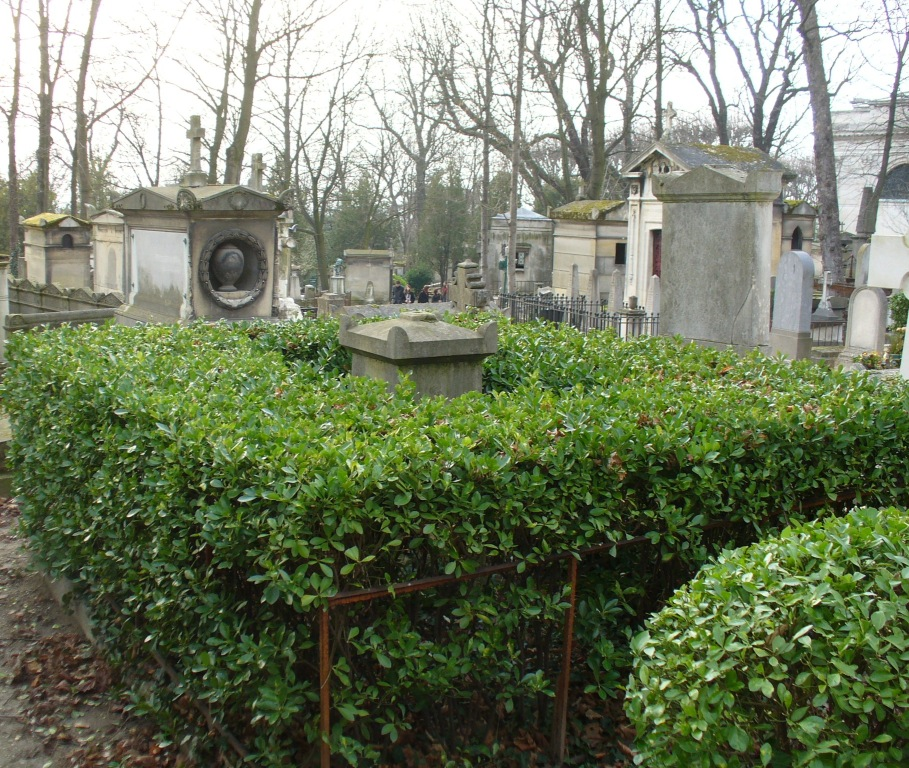
Могила Рокур на кладбище Пер-Лашез

Продолжила карьеру в парижском театре Одеон. Благоволивший к ней Наполеон Бонапарт назначил ей пенсию и сделал руководителем французской театральной труппы в Италии (1806). Она руководила в Милане театром Каннобиана. Вернувшись в Париж, через несколько месяцев умерла.
Но и на этот раз её сопровождал скандал: священник церкви Сен-Рош отказался хоронить актрису на церковном кладбище, что вызвало взрыв возмущения толпы её фанатичных поклонников, сорвавших церковные врата и остановленных лишь распоряжением короля.
По королевскому постановлению, Рокур была похоронена на кладбище Пер-Лашез.

## Ученики
Ученицей Рокур была мадемуазель Жорж.

## Интересные факты

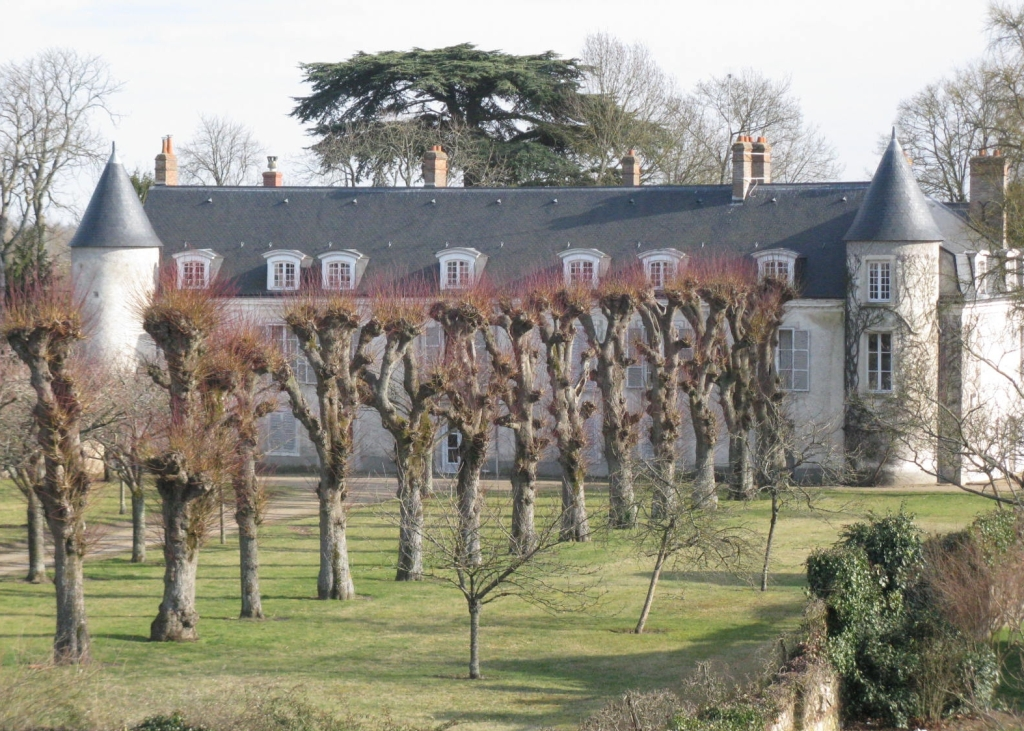
Замок Рокур

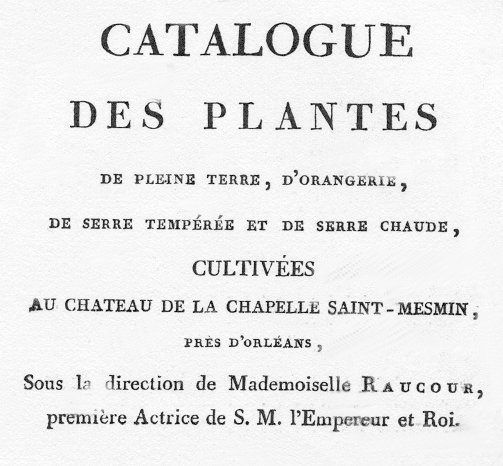
Каталог редких растений парка м-ль де Рокур

- Известностью пользуется парк её замка в Шапель-Сен-Мемен (департамент Луаре), приобретенного актрисой близ Орлеана в 1801.
- После смерти хозяйки был издан каталог нескольких сотен редких растений этого образцового паркового хозяйства, многими из которых она обменивалась с императрицей Жозефиной.

## Образ в культуре
- Героиня множества памфлетов, анекдотов и анонимных стихов эпохи, упоминается у Шатобриана, Бальзака, Дюма, в Письмах русского путешественника Карамзина, который видел её на сцене.
- О ней писал в своей книге Обожаемые актрисы (1863) Эмиль Габорио.
- В фильме Знаменитые любовные истории (1961, эпизод Актрисы) роль мадемуазель де Рокур сыграла Эдвиж Фейер.